# آشوت ساتیان
آشوت مُوسسی ساتیان (ارمنی: Աշոտ Մովսեսի Սաթյան؛ ۱۸ ژانویهٔ ۱۹۰۶ – ۳۰ سپتامبر ۱۹۵۸) رهبر ارکستر، و آهنگساز اهل ارمنستان بود.

## زندگی‌نامه
وی در ۱۸ ژانویهٔ ۱۹۰۶ در ماری به دنیا آمد و از کنسرواتوار دولتی کومیتاس ایروان فارغ‌التحصیل شد. وی برادر آرام ساتونتس بود. ساتیان در فرهنگستان دولتی تئاتر سوندوکیان و آرمن‌فیلم فعالیت می‌کرد. وی همچنین برندهٔ جوایزی همچون چهره هنری شایسته ارمنستان شوروی و جایزه استالین و نشان پرچم سرخ کار شده است. وی در ۳۰ سپتامبر ۱۹۵۸ در سن ۵۲ سالگی در ایروان درگذشت.

## گزیده فیلمشناسی
از فیلم‌ها یا برنامه‌های تلویزیونی که وی در آن نقش داشته است می‌توان به داویت بک، راز دریاچه کوهستان، دختر دشت آرارات، ماهی‌گیران سوان اشاره کرد.

## نگارخانه

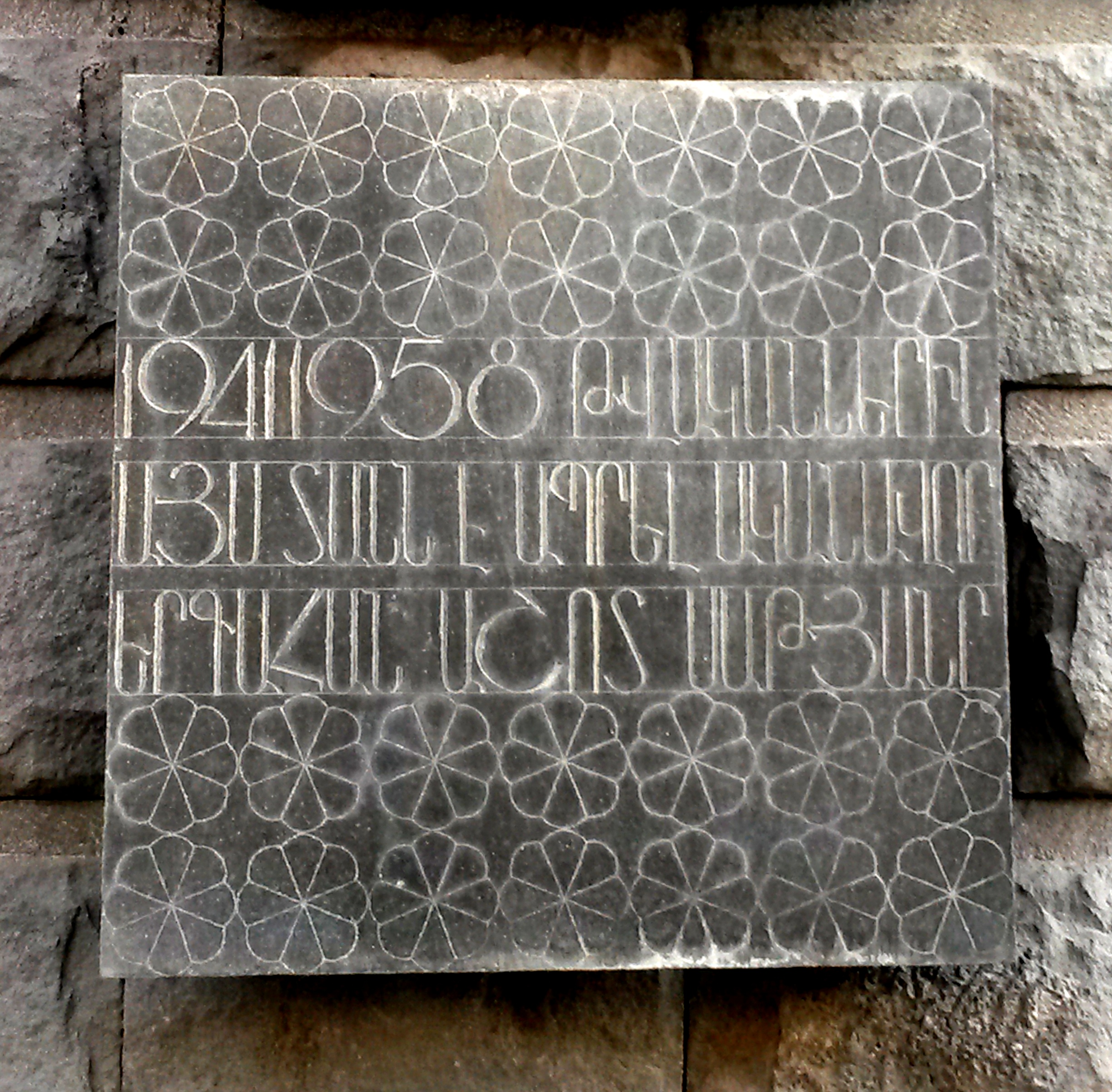
پلاک آشوت ساتیان

== یادداشت}}
1. ↑  Անդրկասպյան մարզ